# Selbstdisziplin
Selbstdisziplin oder Selbstbeherrschung bezeichnet ein stetiges und eigenkontrolliertes Verhalten, das einen Zustand aufrechterhält oder herbeiführt, indem es Anstrengungen aufwendet, die den Ablenkungen von einer Zielvorgabe entgegenwirken.
Mehrere Langzeitstudien der letzten Jahrzehnte ergaben, dass das in Tests und Untersuchungen ermittelte Maß der Fähigkeit zur Selbstdisziplin in der Kindheit ein sicheres Indiz war für vielfältigen Erfolg im späteren Erwachsenenleben. Die bislang eindrucksvollste Studie in dieser Hinsicht ist die Dunedin-Studie aus Neuseeland von 2011.

## Kulturelle Ausprägungen

### England
Die englische Variante der Selbstdisziplin, die es verbietet, sich sowohl Verletzlichkeit als auch überschwängliche Freude anmerken zu lassen, wird keeping a stiff upper lip („eine steife Oberlippe behalten“) genannt. Die stete Wahrung der Haltung ist bereits bei den Charakteren in Shakespeares Werk zu erkennen. In der Zeit des Empire erlebte die Stiff upper lip einen Höhepunkt und wurde von den Public Schools, nachdem sie sich in der zweiten Hälfte des 19. Jahrhunderts reformiert hatten, gefördert. Seit den 1960er Jahren verblasst dieses Ideal zunehmend.

### Frankreich
Die französische Variante der Selbstdisziplin ist die Contenance, speziell in gehobenen Gesellschaftsschichten.

## Vorhersagekraft von Selbstbeherrschung
In einer äußerst umfassenden Längsschnittstudie von 2011 wurde sichtbar, dass Fähigkeiten der Selbstbeherrschung beziehungsweise Selbstkontrolle während der Kindheit, wie Selbstdisziplin, Gewissenhaftigkeit und Ausdauer, starken Einfluss hatten auf spätere Erfolge im Leben, wie Gesundheit, materiellen Wohlstand und Zufriedenheit, und zwar unabhängig von Intelligenz und sozialem Status. Gleichzeitig führten diese Eigenschaften im späteren Leben zu geringeren sozialen Kosten durch medizinische Behandlung, Sozialleistungen und Strafverfolgung.
Für die Untersuchung konnte zurückgegriffen werden auf die enorme Datenmenge einer inzwischen weltberühmten Langzeitstudie in Neuseeland, der „multidisziplinären Gesundheits- und Entwicklungsstudie Dunedin“ (The Dunedin Multidisciplinary Health and Development Study). Dieses noch laufende Projekt umfasst Daten von 1037 Personen, die vom 1. April 1972 bis zum 31. März 1973 geboren wurden und (bislang) im Alter von 3, 5, 7, 9, 11, 13, 15, 18, 21, 26, 32 und 38 Jahren ausführlich medizinisch untersucht und bezüglich ihrer Lebensumstände nicht nur durch Befragungen, sondern auch über weitere Informationskanäle genauestens erfasst wurden. Das Besondere dieser Längsschnittstudie ist nicht nur die große Zahl der Teilnehmer, sondern deren dauerhafte Motivation, weiter mit dabei zu sein. Bei der bisher letzten Untersuchung im Alter von 38 Jahren kamen 96 Prozent der noch Lebenden (aus aller Welt) zurück. Damit betrug der Schwund nur 10 bis 20 Prozent des Üblichen, wodurch eine hohe Verlässlichkeit der Datenauswertung gegeben war.

## Neurobiologie der Selbstdisziplin
Die Fähigkeit zum Belohnungsaufschub wurde beim Menschen durch Vergleich von Ausfällen nach Gehirnverletzungen (zum Beispiel Schlaganfall) und durch bildgebende Verfahren bei Gesunden untersucht. Beteiligt ist demnach ein Netzwerk verschiedener Gehirnregionen, bei dem jedoch der mediale orbitofrontale Cortex (mOFC) eine zentrale Rolle spielt. Schäden in diesem Bereich führen zu einer höheren Wahrscheinlichkeit, dass eine sofortige, kleine Belohnung gewählt wird. Es wird vermutet, dass dieser Gehirnbereich an der Folgenabschätzung oder am zukunftsbezogenen Vorstellungsvermögen beteiligt ist.